# Antoine van der Linden
Antoine van der Linden (født 17. marts 1976 i Rotterdam) er en tidligere hollandsk fodboldspiller, der i sin karriere bl.a. spillede for FC Groningen.
Van der Linden debuterede i professionel fodbold 1997/1998 sæsonen for Sparta Rotterdam. Før det spillede han for amateurklubber som f.eks: Nieuwerkerk, SVS, Alexandria '66 og CVV Zwervers.
Efter 3 sæsoner på Sparta Rotterdam's førstehold, skiftede han i år 2000 til engelske Swindon Town, hvor han blev til trænerens førstevalg. Efter et år vendte han tilbage til hollandsk fodbold ved FC Emmen. Efter 2 år skiftede han til FC Groningen hvor han har en kontrakt der løber ud i 2007.